# 데니스 스콧

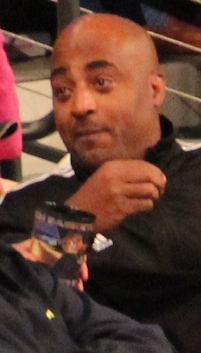
2013년 모습

데니스 스콧(Dennis Scott, 본명: 데니스 유진 스콧 주니어, Dennis Eugene Scott Jr., 1968년 9월 5일 ~ )는 미국의 전직 프로 농구 선수이다. 조지아텍의 2.03m(6피트 8인치) 스몰 포워드이자 1990년 ACC 올해의 남자 농구 선수로 선정된 스콧은 옐로에서 득점 선두를 차지한 후 1990년 NBA 드래프트에서 네 번째 픽으로 올랜도 매직에 선정되었다. 파이널 포를 만든 재키츠 팀은 스콧, 케니 앤더슨, 브라이언 올리버가 출연하는 조지아텍의 "Lethal Weapon 3" 공격의 한 부분으로 구성되어 있다.